# Dovyalis spinosissima
Dovyalis spinosissima är en videväxtart som beskrevs av Ernest Friedrich Gilg. Dovyalis spinosissima ingår i släktet Dovyalis och familjen videväxter. Inga underarter finns listade i Catalogue of Life.